# C'è un fantasma nel mio letto
C'è un fantasma nel mio letto é um filme de 1981, dirigido por Claudio Giorgi (como Claudio De Molinis).
Estreou em Portugal a 12 de Fevereiro de 1982.

## Sinopse
Dois recém-casados, Adelaide (Lilli Carati) e Camillo (Vincenzo Crocitti) , não encontram lugar em nenhum hotél e têm que ir passar a lua de mel num velho castelo, onde um fantasma, irónico mas simpático, lhes vai transformar a vida num pesadelo.

## Elenco
- Lilli Carati: Adelaide Fumagalli
- Vincenzo Crocitti: Camillo Fumagalli
- Renzo Montagnani: Archibald Trenton
- Vanessa Hidalgo: Meg
- Guerrino Crivello: Angus
- Alejandra Grepi: Baronesa
- Giacomo Assandri: Terence
- Luciana Turina: Josephina